# Dragon Crusaders
Dragon Crusaders is een Amerikaanse film uit 2011 van The Asylum met Dylan Jones.

## Verhaal
Een groep voortvluchtige ridders valt een piratenschip aan, maar ze worden vervloekt en zullen transformeren in afschuwelijke monsters. Om de vloek te bevechten moeten ze een magische draak, die vastbesloten is om de wereld te vernietigen, verslaan.

## Rolverdeling
| Acteur         | Personage         |
| -------------- | ----------------- |
| Dylan Jones    | John the Brave    |
| Cecily Fay     | Aerona            |
| Feth Greenwood | Eldred the Strong |
| Shinead Byrne  | Neem              |
| Tony Sams      | Sigmund           |